# Geografia Dominikany

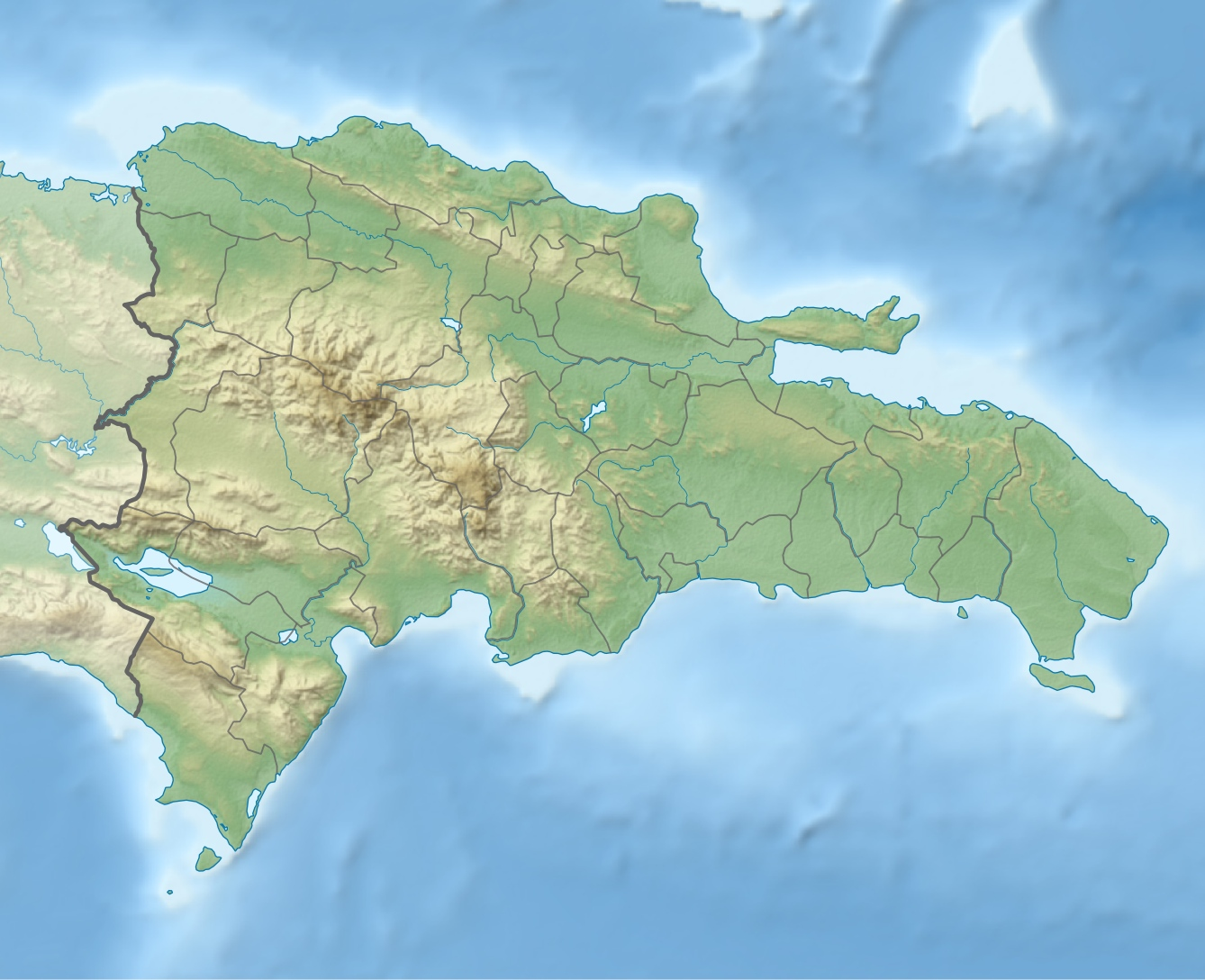
Mapa fizyczna Dominikany

Dominikana jest niewielkim państwem leżącym w Ameryce Środkowej. Dominikana zajmuje wschodnią część wyspy Haiti, która wchodzi w skład Wielkich Antyli. Ten górzysty kraj charakteryzuje się gorącym i wilgotnym klimatem i zróżnicowaną roślinnością. Obecna Dominikana jak i cała wyspa została odkryta przez Krzysztofa Kolumba w 1492 roku.

## Powierzchnia, skrajne punkty i granice
Powierzchnia – 48 734 km²
Skrajne punkty:
- północny: 19°58'N – przylądek Isabela
- południowy: 17°37'N – przylądek Beata
- zachodni: 72°00'W – granica z Haiti przy jeziorze Péligre
- wschodni: 68°18'W – przylądek Engaño

Rozciągłość południkowa wynosi 260 km, a równoleżnikowa 395 km.
Dominikana graniczy od zachodu z Haiti, gdzie długość granicy wynosi 275 km. Linia brzegowa wynosi 1288 km.

## Ukształtowanie poziome
Dominikanę jak i całą wyspę Haiti oblewają dwa akweny, są to: Morze Karaibskie na południu i Ocean Atlantycki na północy. Linia brzegowa Dominikany jest dobrze rozwinięta, urozmaica ją seria zatok i licznych przylądków, oraz półwyspów. Na wybrzeżu Atlantyckim największą zatoką jest Bahía de Samaná, która równoleżnikowo wcina się w ląd na długości prawie 50 km. Od strony Morza Karaibskiego główne zatoki to Bahía de Ocoa i Bahía de Neibá, które są szerokimi, otwartymi zatokami. Do Dominikany należy też niewielka wyspa Isla Saona, która znajduje się kilka kilometrów od południowo-wschodnich wybrzeży Dominikany. Wybrzeże jest przeważnie skaliste, w wielu miejscach ma postać wysokich klifów. Wybrzeże wysokie jest głównie na północy, gdzie występują fragmenty plaż. Na południu wybrzeże jest bardzie niskie, gdzie większy jest udział piaszczystych plaż. Część wybrzeża północnej i zachodnie oprócz klifów ma postać mangrową i zabagnioną.

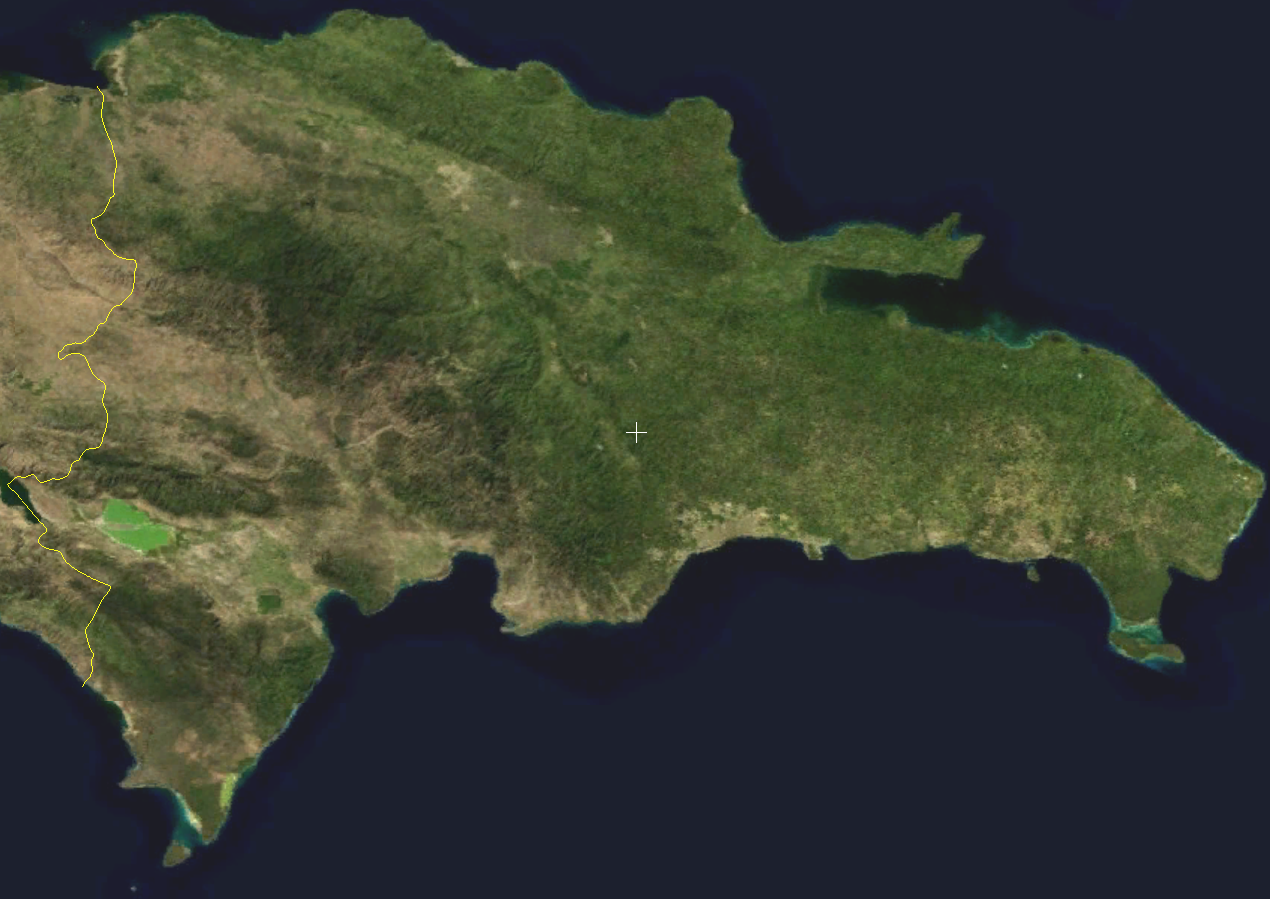
Mapa satelitarna Dominikany

## Budowa geologiczna
Dominikana leży na północnym skraju płyty karaibskiej, na północ od całej wyspy Haiti przechodzi podmorski uskok tektoniczny. Trzon wyspy stanowią Kordyliery, które zbudowane są z trzeciorzędowych i czwartorzędowych skał krystalicznych. Góry te powstały w orogenezie alpejskiej i powstawały w dwóch fazach orogenicznych. W centralnej części wyspy (zachodnia cześć Dominikany) odsłaniają się zmetamorfizowane i wylewne skały pochodzące z górnej kredy. Obszary górskie położone na północ i na południe od biegnące z południowego wschodu na północny zachód Kordyliery Centralnej są zbudowane z przefałdowanych osadów sekwencji trzeciorzędowych. Są to głównie wapienie i piaskowce. Niziny ma południowo-wschodniej Dominikanie są wypełnione osadami czwartorzędowymi, których większość stanowią wapienie rafowe. Kraj posiada bogate złoża soli kamiennej i boksytów. Region Dominikany leży w strefie sejsmicznej.

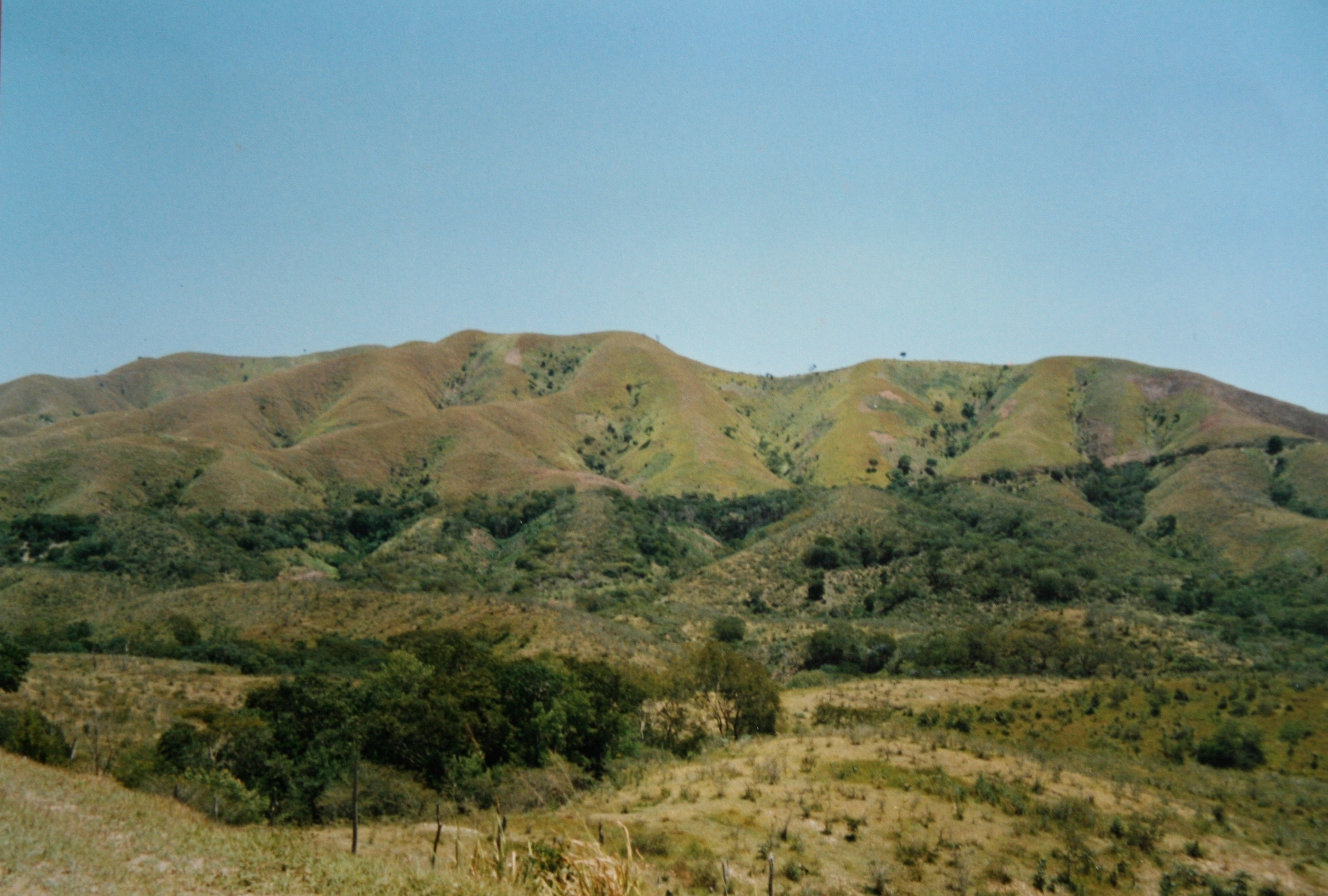
Górzyste wnętrze kraju

## Rzeźba
Dominikana cechuje się urozmaiceniem ukształtowania terenu. Większość państwa stanowią obszary górzyste i wyżyny śródgórskie oraz przedgórza. Niewielka część kraju to niziny. Góry tworzą główny element krajobrazu i ciągną się trzema pasmami jakimi są: Kordyliera Północna, Środkowa i Wschodnia.
Kordyliera Północna jest najbardziej na północ wysuniętym pasmem oddzielonym od wybrzeża wąską niziną. Góry te wznoszą się średnio na 900–1100 m n.p.m., gdzie najwyższy punkt to 1249 m n.p.m. Środkową część kraju zajmuje Kordyliera Środkowa, która stanowi największy i najwyższy górotwór Dominikany. W paśmie tym wznosi się najwyższy szczyt kraju – Pico Duarte o wysokości 3175 m n.p.m. Same góry są wysokimi utworami o średnich wysokościach przekraczających 2000 m n.p.m. Między Kordylierą Północną i Środkową, leży dolina Cibao. Na południu kraju leżą dwa mniejsze pasma górskie jakimi są: Sierra de Neiba i Sierra de Bahoruca, które rozdziela tektoniczna dolina. Kordyliera Wschodnia jak sama nazwa wskazuje leży we wschodniej części kraju i jest to najniższe pasmo górskie dominikańskich Kordylier. Pasmo to wznosi się maksymalnie do 762 m n.p.m.
Dominikanę charakteryzują koncentrujące się na niewielkim obszarze duże różnice w wysokości względnej. Niziny stanowią niewielką częścią kraju i skupiają się w dwóch miejscach. Pierwszym jest nizina Seibo, która ciągnie się podłużnym pasem z zachodu na wschód i schodzi ku południowemu wybrzeżu. Drugim jest wyżej wymienione obniżenie tektoniczne rozdzielające dwa pasma górskie Sierra na południu kraju. Jest to najniżej położony region Dominikany, gdzie znajduje się depresja Enriquillo, leżąca na wysokości 44 m p.p.m. Resztę stanowią wąskie niziny nadbrzeżne i doliny rzek.

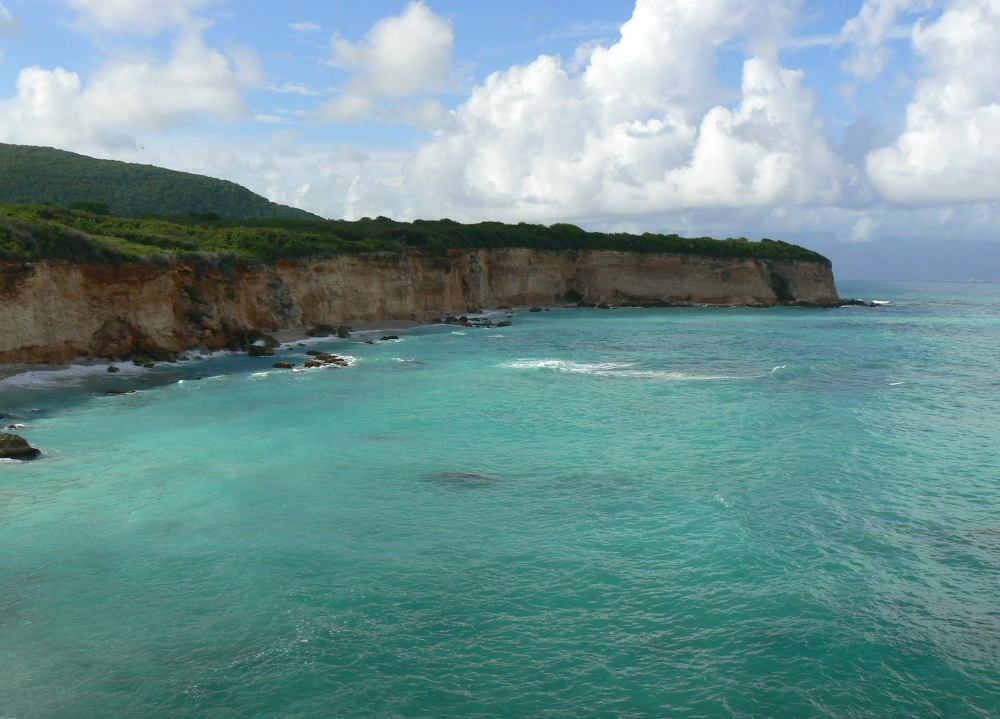
Skaliste wybrzeże Dominikany

## Klimat
Dominikana pomimo dużej odległości od równika jest zaliczana do strefy klimatu równikowego. Klimat Dominikany charakteryzują obfite choć nierównomiernie rozłożone opady deszczu i wysokie przez cały rok temperatury. Pogodę kształtują północno-wschodnie pasaty decydujące o różnicach regionalnych opadów i ciepłe prądy morskie.
Temperatury są typowe dla klimatu równikowego i średnie wartości termiczne są przez cały rok wyższe niż 20 °C. Średnia roczna temperatura wynosi 25 °C. W ciągu całego roku amplitudy termiczne są niewielkie i nie przekraczają ogólnie 10 °C, podobnie jest z amplitudami dobowymi. Duże są różnice regionalne. Typowe równikowe wartości występują w strefie nadbrzeżnej, gdzie w okresie zimowym, średnie wartości to 23 °C, a latem temperatury dochodzą do 30-32 °C. Lokalnie odnotowywane są ekstrema termiczne, choć upały osiągające 40 °C są rzadkie. Region charakteryzuje piętrowość klimatyczna. Wysokie partie gór leżą w piętrze klimatu umiarkowanego, gdzie średnia roczna wynosi 16-17 °C.
Opady typowe dla obszaru równikowego, choć nie są one równomiernie rozłożone w ciągu roku. Najmniejsze wartości opadowe występują na południowym zachodzie, na stokach zawietrznych, gdzie średnio w ciągu roku spada około 1000 mm deszczu rocznie. Największe opady występują na wybrzeżu, szczególnie na północy i na wschodzie i na stokach dowietrznych. Maksymalne wartości to 2500 do 2540 mm rocznie. Największe opady przypadają na miesiąc maj, a także przez cały okres letni wartości opadowe są wysokie. Najmniejsze opady występują w okresie zimowym. W Dominikanie występuje krótka trwająca około trzech miesięcy pora sucha, która przypada na okres zimowy, ale regionalnie okresy jej występowania są różne. W czasie pory suchej opady atmosferyczne występują ze zmniejszoną ilością.
Dominikana leży w strefie występowanie silnych huraganów, te ekstremalne zjawiska nawiedzają kraj późnym latem i jesienią. Przez cały rok, panuje wysoka wilgotność, która sięga średnio 90% latem, a zimą średnio około 70%.

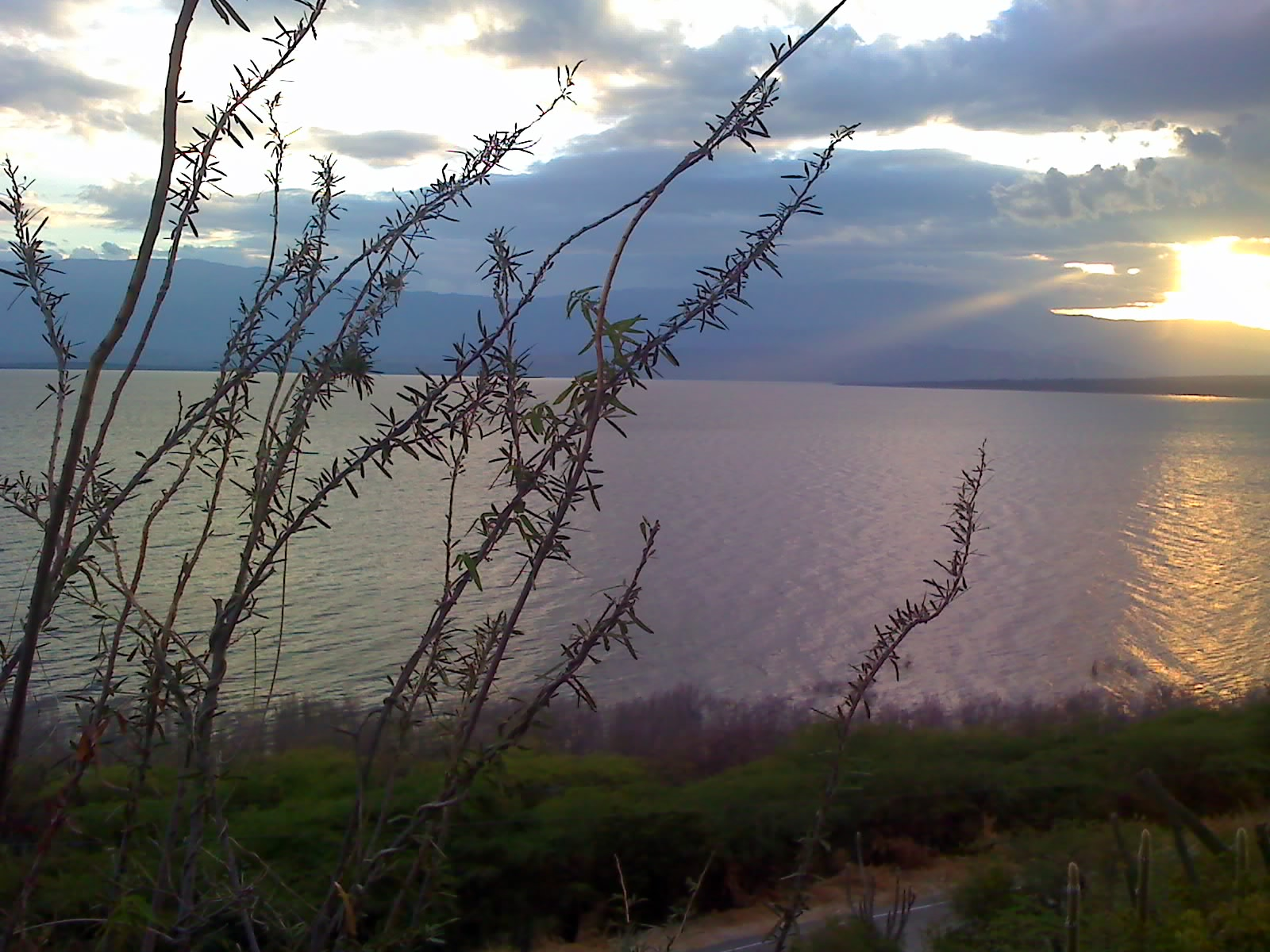
Jezioro Enriquillo

## Wody
Sieć rzeczna Dominikany jest gęsta i na ogół zasobna w wody. Liczne mniejsze i większe rzeki przecinają kraj równolegle i prostopadle do biegnących pasm górskich. Rzeki są krótkie, i większość z nich to strumienie i potoki, których cechą są liczne bystrza i progi. Także duże rzeki na co najmniej połowie swego biegu mają górski charakter. Najdłuższą rzeką jest Yaque del Norte, która mają długość 398 km uchodzi do Atlantyku. Drugą co długości rzeką jest Yuna, mająca 300 km, która też uchodzi do Atlantyku. Rzeki spływające do Morza Karaibskiego są krótsze, gdzie najdłuższa Yaque del Sur ma 200 km. Większość cieków wodnych ma około 100 km długości. Choć rzeki są zasobne w wodę to cechują się zmiennością poziomu. Największy przybór występuje latem.
W Dominikanie liczne są także jeziora, które są pochodzenia tektonicznego. Największym jest jezioro Enriquillo mające powierzchnie 420 km². Jest to tektoniczne jezioro depresyjne.

## Gleby
Gleby charakterystyczne dla karaibskiej krainy glebowej. Przeważającą pokrywą glebową są czerwone gleby ferralitowe, których obecność jest związana z wychodniami skał metamorficznych i wulkanicznych, zwłaszcza żelazistych piaskowców. Obszary nizinne są pokryte ciemnymi wertisolami, które cechują się wysokim poziomem urodzajności. Żyzne są także gleby występujące w dolinach i nadbrzeżnych pasach.

## Flora
Szata roślinna jest zróżnicowana co wiąże się z urozmaiconą rzeźbą terenu i lokalnymi warunkami klimatycznymi. Wilgotne tereny, jakimi są przede wszystkich dowietrzne stoki gór oraz niziny, porastają lasy tropikalne wiecznie zielone, gdzie występuje wiele gatunków drzew takich jak mahoń czy heban, a także palma królewska. Palmy są powszechne na Dominikanie, szczególnie w regionach nadbrzeżnych. Obszary mniej wilgotne jak zawietrzne stoki gór także są porośnięte lasami tropikalnymi, jednak z udziałem drzew zrzucających liście w krótkiej porze suchej. W górskich lasach charakterystyczne są epifity. Wysokie partie gór porastają lasy sosnowe i mieszane. Bardziej suche wyżynne regiony porasta sawanna, a miejscami nawet pustynna. Zachodnia i północna część wybrzeża miejscami jest porośnięta lasami i zaroślami namorzynowymi. Większość naturalnej szaty roślinnej została jednak wyniszczona na potrzeby rolnictwa. Obszary leśne zajmują około 1/4 powierzchni kraju.

## Fauna
Świat zwierząt należy do antylskiego regionu krainy neotropikalnej. Mimo dość dogodnych warunków do rozwoju, fauna jest uboga. Nie występują duże ssaki, powszechne są różne gatunki gryzoni i nietoperzy. Bogaty jest świat ptaków, zarówno morskich jak i lądowych. Charakterystyczne dla Dominikany jest występowanie dużych stad flamingów nad jeziorem Enriquillo. W lasach występują zdziczałe kozy i krowy, które zostały przywiezione przez kolonistów. W wilgotnych lasach występują liczne gady, głównie węże. Wody przybrzeżne obfitują w liczne gatunki zwierząt morskich jak delfiny, skorupiaki i wiele gatunków ryb.
Utworzono 9 parków narodowych oraz rezerwaty, a łączna powierzchnia terenów chronionych zajmuje 20% Dominikany.